# 아흐마드 이븐 이스마일

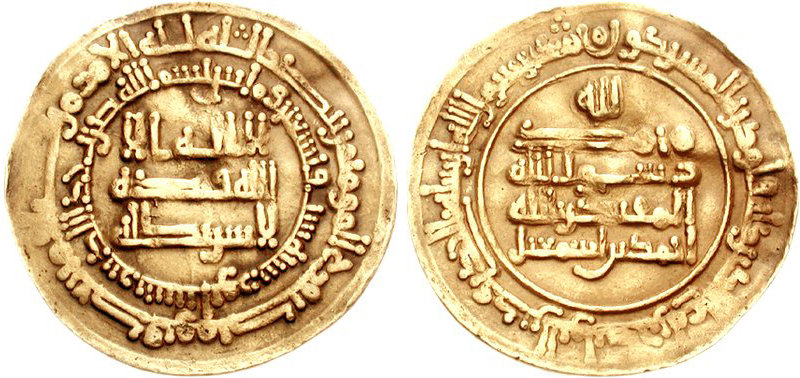

아흐마드 이븐 이스마일(영어: Ahmed ibn Ismail, ? - 914년) 혹은 아흐마드 사마니는 사만 왕조의 지배자(아미르)이다. 아흐마드는 순교자로 알려져 있다.
아흐마드는 아버지 이스마일이 사망한 해에 아미르로 등극하였다. 또한 아바스 왕조의 칼리파 알무크타디르(en:Al-Muqtadir)로부터 사파르 왕조의 중심부였던 시스탄(en:Sistan)지역의 통치 권리를 인정받았다. 한편 사파르 왕조의 내분은 사만 왕조의 침략을 용이하게 했다. 사만의 군대는 파라에서 부스트(bust)로 진격하였으며 소수의 저항군을 만났다. 그와 동시에, 사만의 장군 시뮤르(Simjur al-Dawati)는 무압달(Mu'addal)에서 온 자란즈(en:Zaranj)의 투항군을 받아들였다. 결국 사만 왕조는 911년에 사파르 왕조의 정복을 완수했다. 아흐마드는 이듬 해에 사촌인 만수르 이븐 이샤크(Mansur ibn Ishaq)를 시스탄의 총독으로 임명하였다. 또한 칼리파를 거스르는 반역자 세부크(Sebük-eri)를 붙잡아 바그다드로 이송했다.
그러나 시스탄의 총독으로 부임한 만수르의 과도한 세금 정책은 반란을 야기했다. 결국 자란즈의 요새는 파괴되었으며, 만수르는 붙잡혔다. 그 후 사파르 왕조의 아무르('Amr ibn Ya'qub)는 반란군의 꼭두각시로 집권하여 차츰 아미르의 권리를 되찾았다. 그러나 후세인(Husain ibn 'Ali Marvarrudhi)이 지휘하는 사만의 군대가 이 지역을 통제하기 시작했다. 아무르는 사마르칸트로 유배되었으며, 반역 지도자들은 처형되었다. 그리고 장군 시뮤르가 시스탄에 새로운 총독으로 집권했다. 하지만 타바리스탄과 고르간에서 사만 왕조의 권위에 반발해 다시 반란이 일어났으며, 아흐마드는 부하라 근처의 숙소에서 잠을 자다가 자신의 노예들에게 참수당한다(914년 1월 12일). 아흐마드를 살해한 노예의 일부는 붙잡혀 처형당했지만, 나머지는 투르키스탄으로 도망쳤다. 아흐마드의 사체는 부하라로 옮겨졌으며 나우칸다(Naukanda)에 묻혔다. 그리고 그는 순교한 아미르로서 기려졌다.
아흐마드는 곧 부결되긴 했지만, 법원의 언어를 페르시아어에서 아랍어로 바꾸는 명령을 내렸었기 때문에 그의 백성들에게 인기가 없었을지도 모른다. 차후 제위는 그의 아들 나스르 2세에게 넘어갔다.

## 관련 문헌
- 프라이(R. N. Fyre), The Cambridge History of Iran, Volume Four: From the Arab Invasion to the Saljuqs. ISBN 0-521-20093-8